# Blythe (Georgia)
Blythe is een plaats (city) in de Amerikaanse staat Georgia, en valt bestuurlijk gezien onder Burke County en Richmond County.

## Demografie
Bij de volkstelling in 2000 werd het aantal inwoners vastgesteld op 718.
In 2006 is het aantal inwoners door het United States Census Bureau geschat op 791, een stijging van 73 (10,2%).

## Geografie
Volgens het United States Census Bureau beslaat de plaats een oppervlakte van
7,3 km², geheel bestaande uit land. Blythe ligt op ongeveer 123 m boven zeeniveau.

## Plaatsen in de nabije omgeving
De onderstaande figuur toont nabijgelegen plaatsen in een straal van 24 km rond Blythe.